# Giovanna Tealdi
Giovanna Maria Tealdi (Mondovì, 11 agosto 1942) è una politica italiana.

## Biografia
Già funzionaria della Coldiretti di Cuneo; è stata consigliera della Banca d'Italia	con	funzioni di	censore	presso la sede di Cuneo e presidente provinciale cuneese del consiglio del Centro Italiano Femminile.
Impegnata in politica con la Democrazia Cristiana, viene eletta deputata alle elezioni del 1987, venendo confermata anche nel 1992; conclude il proprio mandato parlamentare nel 1994.
Dal 2010 è membro del consiglio	generale della fondazione Cassa	di Risparmio di	Cuneo e dal 2011 entra nel Cda della medesima, restandovi fino al 2016.